# Capture de Cerbère par Héraclès
Pour les articles homonymes, voir Descente aux Enfers.

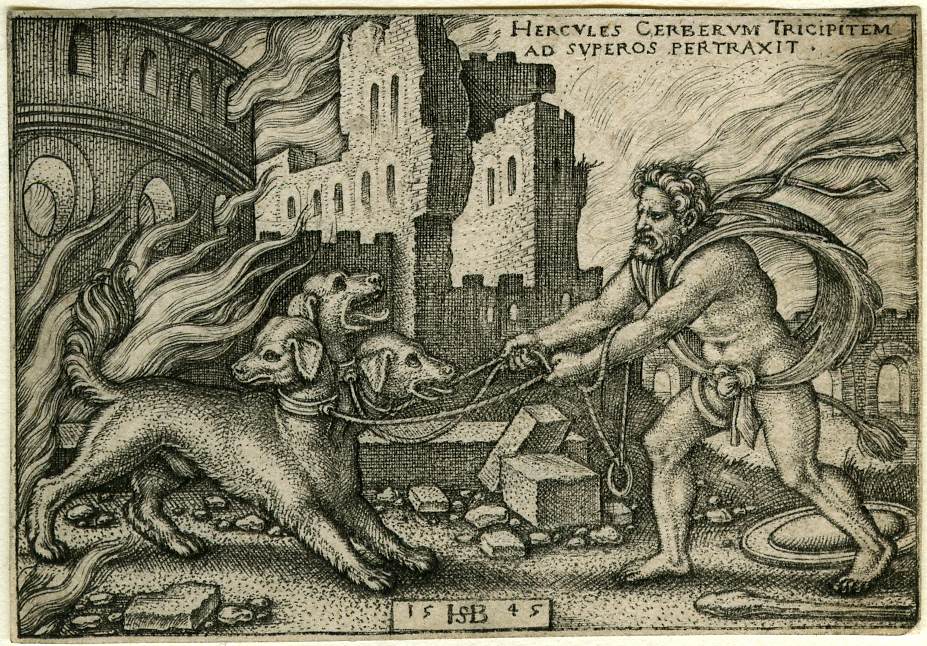
La capture de Cerbère par Héraclès, gravure de Hans Sebald Beham tirée des Travaux d'Hercule, 1545.

La capture du chien Cerbère constitue, dans la mythologie grecque, l'un des travaux accomplis par le héros  Héraclès pour le compte d'Eurysthée, son cousin. Le héros s'aventure jusque dans les Enfers pour en ramener le chien monstrueux à trois têtes qui garde l'entrée du royaume d'Hadès.

## Place dans les classements des douze travaux
La place de la capture de Cerbère dans l'ordre des douze travaux d'Héraclès varie selon les auteurs et les représentations. Sur les douze métopes du temple de Zeus à Olympie, qui représentaient une partie des travaux, la capture de Cerbère n'occupe pas de place privilégiée par rapport aux autres. Sur les bas-reliefs de l'Héphaïstéion (temple d'Héphaïstos) à Athènes, qui représentent neuf travaux, la capture de Cerbère forme l'avant-dernier travail, la dernière place étant occupée par la quête des pommes d'or du jardin des Hespérides. Parmi les textes évoquant les travaux, le pseudo-Apollodore, dans sa Bibliothèque, fait de la capture de Cerbère le travail final. Dans l’Anabase, Xénophon écrit que l’endroit se situe en  territoire maryandin, en « Chersonèse Achérousiade »,,.

## Représentations antiques
Les toutes premières évocations de cet exploit d'Héraclès se trouvent dans l’Iliade et dans l’Odyssée,, où il est dit que le héros capture le chien des Enfers, sans qu'un nom ne soit indiqué pour le chien (la Théogonie d'Hésiode est la première source connue à nommer ce chien Cerbère, mais il n'évoque pas l'exploit d'Héraclès). Les représentations connues de l'exploit sont en majorité picturales, tandis que les récits de la capture qui nous sont parvenus sont peu nombreux et d'époques plus récentes. D'autres œuvres littéraires relatant probablement cet épisode ont été composées dans l'Antiquité, mais ont été perdues ; c'est le cas en particulier du poème Cerbère attribué au poète archaïque Stésichore.

## Mythe
Comme ultime épreuve, Eurysthée demanda à Héraclès de descendre aux Enfers et d'en ramener Cerbère, le chien de garde des portes souterraines.
Hermès et Athéna l'escortèrent jusqu'au séjour des Morts. Il atteignit le Styx et, traversant de grands fleuves de flammes, il parvint aux pieds du trône d'Hadès. Il dut se battre au corps à corps avec lui, mais Héraclès étant plus fort il put le vaincre. Hadès, vaincu, lui permit d'emmener Cerbère à la lumière du jour s'il pouvait se rendre maître de l'animal sans avoir recours à aucune arme.
Cerbère était un chien monstrueux qui possédait trois têtes et dont le corps se terminait par une queue de dragon. Sa sonore voix d'airain terrorisait tous ceux qui l'approchaient. Sans arme, revêtu seulement de la peau du lion de Némée, Héraclès se présenta devant Cerbère. Il le saisit par le cou, juste à l'endroit où se réunissaient les trois têtes et, quoique mordu, le serra si fort que le chien, sentant la mort venir, se décida à suivre le héros. Héraclès enchaîna l'animal et le tirant hors de la caverne d'Acherusia, vint le montrer à Eurysthée. Terrifié, celui-ci comme à son habitude, se cacha dans une jarre puis ordonna aussitôt de renvoyer le monstre aux Enfers.

## Dans la fiction
- La Capture de Cerbère (The Capture of Cerberus) : nouvelle policière d'Agatha Christie.